# کاشیوا، چیبا
کاشیوا از شهرهای استان چیبا ژاپن است که جمعیت آن در ۱ ژانویه ۲۰۰۸۳۸۹٬۰۳۶نفر بوده‌است.